# 札幌市交通局2000形電車
札幌市交通局2000形電車（さっぽろしこうつうきょく2000がたでんしゃ）は、札幌市交通局が導入した札幌市営地下鉄の通勤形電車である。ゴムタイヤを使用した案内軌条式地下鉄の最初の営業用車両であった。
本項では初期に2両編成用に導入され、後に2000形に編入された1000形電車についても記載する。

## 概要
札幌市営地下鉄南北線北24条駅 - 真駒内駅間の開業にともない、1000形が1970年に、2000形が1971年に登場した。1963年より札幌市交通局と川崎重工業が共同で開発してきた案内軌条式電車である。このシステムを川崎重工では「S.S.TRAM」(Silent Safety TRAM) と呼んでいる。第4次試験車「すずかけ」の構造を踏襲した2車体連接で7軸の特殊な形態で、案内軌条をつかむ案内輪のついた1軸の操向台車の間に2軸の駆動台車がある構造で、中間の操向台車は2車体の間に存在する連接構造である。駆動装置は車体装架カルダン駆動方式を、ゴムタイヤはブリヂストン製のトラック・バス・建設機械向けラジアルタイヤ「V-STEEL EXPRESSシリーズ」を採用。塗装は札幌市の色である明るいグリーンであり、明るくはつらつとした札幌の街を表している。
先頭車は貫通型で非常時や増結の際、貫通扉は非公式側（運転席の反対側）に開く構造となっている。運転台の無い部分では連接台車のある貫通路が同局のA820形に端を発する楕円形、台車の無い貫通路は従来の鉄道車両のように長方形（ドアはない）とされ、後年登場した他の札幌市営地下鉄の車両で採用された六角形とは異なる。吊革は帝都高速度交通営団（現・東京地下鉄）や大手私鉄で広く使われている、カバー付きで、にぎりが枕木方向に向いている三角形のものが使われていた。長さは8000形の2006年度増備車から採用された低い吊革とほぼ同じだが、2000形では高い位置から下げられていたため、全体的な高さは後の3000形、5000形などと同一であった。

## 製造・運用
1970年から1978年まで160両全車が川崎重工業で製造された。但し電気機器は数社（富士電機・日立製作所・三菱電機・東芝・東洋電機）が製造に参加している。
当初は2両編成を1000形、4両編成を2000形と称しそれぞれ閑散時用、混雑時用と使い分けることを想定していたが、実際には開業時から4両編成が基本となり、2両編成での運転はごく僅かであった。8両編成化後、16 - 18編成は4両+4両、19編成は6両+2両で編成され、20編成は8両全て制御電動車だった。これは当初、先頭車が多く製造されたことによる。車両番号の改番はブロック状の金属板を車体に取り付ける方式で施行したが、新製車の車両番号は車体に直接文字を取り付けている。
8次車は3000形01編成3101 - 3801である。
1970年
1次試作車
1001+1002
開業に先立ちプロトタイプとして製造された車両である。乗務員室が狭く営業運転では中間に組み込まれることがほとんどだった。内装の木目調化粧板は濃い茶系で、先頭部の非公式側（運転台のない）の乗務員室の機器配置に違いがあり、真駒内方の1001では曲面ガラスの近くに機器はないが、北24条方の1002では曲面ガラスの後ろに大型の機器があり、量産車でもこの部分は踏襲された。唯一現存する保存車である。
1971年
2次試作車
1003+1004
2001+2002+2003+2004
1次量産車
1005+1006 - 1027+1028
2005+2006+2007+2008 - 2025+2026+2027+2028
開業用に製造された車両で1000形13本26両、2000形7本28両が増備された。このうち6両（1003+1004、2001+2002+2003+2004）は2次試作車で、先頭車の1003・1004・2001・2004は1次試作車1001・1002と同様に乗務員室が狭く、早期に中間に組み込まれた。この製造分より一部の窓が開閉可能となる。全て固定窓だった1001・1002も改修される。なお1000形の製造は終了し、以後の増備は2000形に一本化された。
1972年
2次量産車
2029+2030+2031+2032 2033+2034+2035+2036
2038+2039 2042+2043 2046+2047 2050+2051
輸送力増強のため4両編成2本と中間車8両が増備された。この増備で中間車8両は1021 - 1028を2000形（2037、2040、2041、2044、2045、2048、2049、2052）に改番の上4両編成を組んだ。1972年7月のダイヤ改正で一部編成が6両化される。
1974年
3次量産車
2053+2054 - 2063+2064
6両化のため中間車12両が増備されたが、この製造分より車内の木目調化粧板の色がやや明るい黄褐色系に変更される。2055+2056（後の2513+2613）は当時開発中だった東西線6000形と同じ名所イラスト入り化粧板を施した内装となった。今回の増備と既存の編成組替により全編成が6両編成となる。
1975年
4次量産車
2101+2201+2301+2401+2701+2801 - 2104+2204+2304+2404+2704+2804
本グループより大幅な設計変更が行われ6両編成4本が増備された。この時から将来の8両化に備えた番号が付番され、2500・2600を除いた2100 - 2800とされた。この4本が後の01 - 04編成である。この製造分より側面窓の天地寸法が小さくなり、従来分割形だった座席の背もたれが一体形となっているのが特徴で、これら4編成は全車小窓の車両で組成された。なお先頭車の製造は終了し、以後の増備は中間車のみとなる。
1976年
5次量産車
2205+2305+2405+2705 - 2206+2306+2406+2706
2307+2407 2308+2408
増発用の中間車12両が増備された。この12両と既存の1017 - 1020、2029 - 2036を改番の上、6両編成4本の05 - 08編成とした。
1977年
6次量産車
2209+2309+2409+2509+2609+2709 - 2211+2311+2411+2511+2611+2711
南北線初の8両化用として中間車18両が増備された。この18両と既存の1011 - 1016を改番の上、8両編成3本の09 - 11編成とした。
1978年
7次量産車
2501+2601 - 2508+2608
麻生延伸開業に備えた8両化用として中間車16両が増備された。この増備により01 - 08編成の8両化が行われた。この製造分より車内の化粧板の色が茶系から黄土色に変更される。
8次量産車（3000形01編成）
3101+3201+3301+3401+3501+3601+3701+3801
7次車と同じく麻生延伸開業に備えた車両で2000形8次車として計画されたが、車体構造・制御方式・デザイン等が変更され、3000形01編成となった。
9次量産車
2212+2312+2412+2512+2612+2712
最終増備車として12編成8両化用の中間車6両が増備される。この6両と既存の1009・1010を改番の上、8両編成の12編成とした。残りの旧付番車も先頭車の恒久的中間組込改造および編成ごとに末尾をそろえる改番が行われ、1000形は形式消滅となり、01 - 20編成の全編成8両化が完了する。

## 改造
試作車の量産化改造
試作車2両は落成当時車体のタイヤ部分の欠取がカバーで覆われ、窓は枠が太い銀色で全て固定窓となっていた。車内はタイヤハウスの出っ張りがある特殊な床構造のため、駆動軸ホイールハウス上部の座席が他の部分より高い構造となっていた。これは積雪時にタイヤチェーンを取り付けるための空間であったが、地上部はシェルターで覆われる構造となったため不要となった。これらの部分は全て量産化改造により増備車と同一仕様となった。
大窓車の座席更新
3次車までの大窓車は座席の背もたれが2分割式であったが、座席更新の際に一体式に交換されている。乗務員室の狭い1001・1002では、量産車と同じ座席に更新されたため、付近の座席の長さが製造時に比べ短い。
先頭車の中間組込改造
全編成の8両化と新番台改番にともない、中間に組み込む先頭車の一部運転用機器、貫通扉、行先表示器等を撤去し、ジャンパ栓受設置などの改造工事を行う。なお1001・1002では保存に際し撤去した機器や部品を他車から流用した同等品で復元している。
車側表示灯交換
初期車両の車側表示灯を大型の縦長長円形に交換する工事を行う。改番工事と同様にブロック状の金属板を車体に取り付ける方法で施工した。
換気扇更新
1980年代前半に換気扇吹き出し口を交換。1001・1002では保存に際し、量産化改造時の吹き出し口に再交換している。

## 廃車
3000形および5000形の導入により順次置き換えられ、1999年6月をもって営業運転を終了した。最後まで残った編成は06編成で、先頭車両（2106・2806）が開業当初から使用していた1971年製造の元（1019・1020）の大窓車、中間車が1976年・1978年製造の小窓車の編成であった。
開業前の試運転で車両が大破する脱線事故があったが、この事故に伴う車番の変更などは行われていない。詳しくは札幌市営地下鉄南北線脱線事故を参照のこと。

## 保存車
南区にある交通資料館（最寄駅：自衛隊前駅）に1000形1001+1002（2320+2420）の2両が保存されている。編成の向きは運行していた向きとは反対に置かれ、1001が麻生方面に1002が真駒内方面に置かれている。公開時は1001の乗務員室扉から入り1002の乗務員室扉から出る。2009年7月18日の交通資料館まつりや、2024年5月1日の交通資料館リニューアルオープンにおいて時間限定で公開された。以来、同イベントの催しとして年に一度公開されている。
他の車両は積雪に耐えられず、屋外に設置出来ないこともあるため、全て解体処分された。

## 登場する作品・CM
- ガメラ2 レギオン襲来 - 物語序盤に登場。真駒内行き始発列車として運転中にレギオンの襲撃を受け、運転士（演・田口トモロヲ）が殺害される。
- こちら葛飾区亀有公園前派出所 - 「列車よいとこの巻」（コミックス54巻）に、実車と異なり鉄車輪ではあるが本形式をモチーフとしたと思しき車両が登場している。
- ブリヂストン - 1976年頃に同車がブリヂストン製のタイヤを装着していることをPRしたCMが放送された。